# Say It Right
Say It Right è una canzone pop/R&B scritta dalla cantante canadese Nelly Furtado, Timbaland e Nate Hills. È stata pubblicata come terzo singolo dell'album Loose in Nord America e Australia, con la pubblicazione negli Stati Uniti è diventato nel febbraio 2007 il secondo singolo numero uno negli Stati Uniti, dopo Promiscuous. La canzone è stata poi pubblicata come quarto singolo in Europa e Asia; nel Regno Unito è stata pubblicata nel marzo 2007 solo come download digitale. Sarà pubblicata inoltre come quinto singolo in America Latina. Ai Grammy Awards 2008, il brano ha ottenuto una nomination nella categoria miglior performance pop vocale femminile. La canzone è diventata il secondo singolo più venduto del 2007, con 7.3 milioni di copie, dopo Umbrella di Rihanna e Jay-Z.

## Descrizione
Il processo di creazione del brano è scaturito in studio di registrazione a tarda notte, intorno alle 4, quando Timbaland invitò Nelly Furtado a tornare a casa perché era stanca. Nelly, che aveva sentito che gli U2 (una band che dice di stimare profondamente) hanno scritto molte loro canzoni in studio, disse: "Davvero? Te lo mostrerò", indossò la sua felpa e fece un "jam". Nate Hills e Timbaland l'hanno subito affiancata, scrivendo e producendo a suo piacimento, e, secondo la Furtado, questo processo s'intensificò quando lei si mise a cantare. La troupe fece uso di quattro microfoni, raggiungendoli camminando per la stanza durante la registrazione del brano, a proposito del quale Nelly ha detto "...quando lo ascolti, c'è molta dimensione. Come se Timbaland fosse in un altro mondo". Infine, una volta scelte le parti vocali migliori e averle "perfezionate", sono stati inseriti "echi e sonorità aliene ambigue" a completarne l'atmosfera.

## Video musicale
Il video musicale di Say It Right, il quinto realizzato per la promozione dell'album Loose, è stato diretto dal duo britannico Rankin & Chris e filmato a Los Angeles sul finire dell'ottobre 2006. Le riprese sono state eseguite nella stessa giornata del video di All Good Things (Come to an End).
All'inizio del video Nelly Furtado scende da un elicottero atterrando sulla cima di un grattacielo. Nel corso del video vengono alternate alcune scene in cui Nelly Furtado canta insieme a Timbaland e a tre ballerini su uno sfondo bianco, sulla cima del grattacielo (con la skyline di Los Angeles alle spalle), su un ponte durante la notte, e sotto la pioggia. Il video termina al tramonto, quando la cantante risale sull'elicottero che si allontana verso la metropoli.

## Tracce
Australian CD single
1. "Say It Right" (radio edit)
2. "Maneater" (Radio 1 Live Lounge session)

USA promotional CD
1. "Say It Right" (radio edit)
2. "Say It Right" (album version)
3. "Say It Right" (music video)

USA promotional 12"
1. "Say It Right" (main version)
2. "Say It Right" (instrumental)

Dutch CD
1. "Say It Right" (radio edit)
2. "What I Wanted"

German maxi CD (Versione che uscirà in Italia)
1. "Say It Right" (radio edit)
2. "What I Wanted"
3. "Say It Right" (Peter Rauhofer Reconstruction mix Part 1)
4. "Say It Right" (music video)

UK download
1. "Say It Right" (radio edit)
2. "What I Wanted"
3. "Say It Right" (iTunes Live Session)

## Successo commerciale
La canzone è entrata nella Billboard Hot 100 a metà novembre del 2006 alla posizione numero novantatré, in quattordici settimane ha raggiunto la posizione numero 1.
È rimasta per 10 settimane al primo posto nella classifica canadese BDS Airplay Chart, dove è entrata nei primi di dicembre.
Ha raggiunto il secondo posto in Australia, dove è rimasta per tre settimane consecutive, la posizione numero 1 in Nuova Zelanda e ha raggiunto la numero 10 nel Regno Unito basandosi solo sui download.
Nella classifica mondiale ha debuttato alla posizione numero ventiquattro raggiungendo la posizione numero due. In Germania ha debuttato alla posizione numero due dove è rimasta per sette settimane. In Lituania è stata nove settimane in prima posizione, in Polonia per 11 settimane non consecutive.

## Classifiche
| Classifica (2007) | Posizione massima |
| ----------------- | ----------------- |
| Australia         | 2                 |
| Austria           | 2                 |
| Belgio (Fiandre)  | 5                 |
| Belgio (Vallonia) | 7                 |
| Brasile           | 3                 |
| Canada            | 1                 |
| Europa            | 2                 |
| Finlandia         | 15                |
| Francia           | 1                 |
| Germania          | 2                 |
| Irlanda           | 12                |
| Italia            | 3                 |
| Norvegia          | 2                 |
| Nuova Zelanda     | 1                 |
| Paesi Bassi       | 2                 |
| Regno Unito       | 10                |
| Repubblica Ceca   | 1                 |
| Slovacchia        | 1                 |
| Stati Uniti       | 1                 |
| Stati Uniti (Pop) | 1                 |
| Svezia            | 11                |
| Svizzera          | 1                 |
| Ungheria          | 1                 |